# Bactrocera eurylomata
Bactrocera eurylomata
 es una especie de díptero que Hardy describió por primera vez en 1982. Bactrocera eurylomata pertenece al género Bactrocera de la familia Tephritidae. 